# Stazione di Itsukaichi
La stazione di Itsukaichi (五日市?, Itsukaichi-eki) è una stazione ferroviaria situata nel quartiere di Saeki-ku della città di Hiroshima, nella prefettura omonima in Giappone. Si trova lungo la linea principale Sanyō della JR West e fa parte dell'area urbana di Hiroshima.

## Linee e servizi
JR West
■ Linea principale Sanyō

## Caratteristiche
La stazione è dotata di un marciapiede laterale e uno a isola con tre binari in superficie in grado di accogliere treni a 14 casse. La stazione supporta la bigliettazione elettronica ICOCA ed è dotata di tornelli di accesso.
| 1-2 | ■ Linea principale Sanyō | per Miyajimaguchi, Iwakuni e Tokuyama |
| 2-3 | ■ Linea principale Sanyō | per Hiroshima e Mihara                |

## Stazioni adiacenti
| «                      | Servizio               | »                      |
| Linea principale Sanyō | Linea principale Sanyō | Linea principale Sanyō |
| ---------------------- | ---------------------- | ---------------------- |
| Shin-Inokuchi          | Locale                 | Hatsukaichi            |
| Shin-Inokuchi⇐         | Rapido Tsūkin Liner    | ←Miyauchi-Kushido      |